# بويانا لاكولوي
بويانا لاكولوي هي بلدية تقع في إقليم أرجيش في رومانيا.